# Ksi (cirillico)
La Ѯ, minuscolo ѯ, chiamata ksi è una lettera arcaica dell'alfabeto cirillico, che deriva direttamente dalla lettera greca Ξι (minuscolo: ξ, pronuncia: xi), e ne rappresenta il medesimo suono.
La ksi veniva usata per trascrivere parole direttamente dal greco e fu abolita dal cirillico nel 1735.